# Uprising (2001)
Uprising is een Amerikaans oorlogsdrama uit 2001, geregisseerd door Jon Avnet. De serie wordt soms uitgezonden als miniserie, soms als televisiefilm. Het verhaal is gebaseerd op de herinneringen van Simha Rotem, die als 'Kazik' een grote rol speelde bij de Opstand in het getto van Warschau in 1943.
Uprising won onder meer een Political Film Society Award en kreeg een Emmy Award voor de stunts. Actrice Leelee Sobieski werd genomineerd voor een Golden Globe.

## Inhoud
Op 1 september 1939 valt het Duitse leger Polen binnen, waarna al snel de verordening wordt afgekondigd dat alle Joden naar het getto dienen te verhuizen. Mordechaj Anielewicz (Hank Azaria) legt samen met Yitzhak Zuckerman (David Schwimmer) de basis voor de Zydowska Organizacja Bojowa (ZOB), de Joodse gevechtsorganisatie.
Op 18 januari 1943, als de Nazi's opnieuw razzia's houden in het getto, komen ze voor het eerst in verzet. Tot hun eigen verbazing slagen ze erin de razzia's te stoppen. Als de Duitsers op 18 april 1943 naar het getto terugkeren, breekt de opstand uit. Ruim een maand houden de strijders stand. In de ruim drie uur durende miniserie zien we een realistische en docu-achtige weergave van wat er destijds in het Warschause getto gebeurde.

## Rolverdeling
| Acteur             | Personage                     |
| ------------------ | ----------------------------- |
| Hank Azaria        | Mordechai Anielewicz          |
| David Schwimmer    | Yitzhak Zuckerman             |
| Stephen Moyer      | Kazik Rotem                   |
| Leelee Sobieski    | Tosia Altman                  |
| John Ales          | Marek Edelman                 |
| Sadie Frost        | Zivia Lubetkin                |
| Donald Sutherland  | Adam Czerniakow               |
| Jon Voight         | Majoor-Generaal Jürgen Stroop |
| Radha Mitchell     | Mira Fruchner                 |
| Mili Avital        | Devorah Baron                 |
| Eric Lively        | Arie Wilner                   |
| Alexandra Holden   | Frania Beatus                 |
| Andy Nyman         | Calel Wasser                  |
| Nora Brickman      | Clara Linder                  |
| Jesper Christensen | Generaal Kruger               |
| Palle Granditsky   | Dr. Janusz Korczak            |
| Cary Elwes         | Dr. Fritz Hippler             |
| Luke Mably         | Zachariah Artenstein          |
| Iddo Goldberg      | Zygmunt Frydrych              |